# Aleksiej Niemow
Aleksiej Juriewicz Niemow (ros. Алексей Юрьевич Немов; ur. 28 maja 1976 w Baraszewie) – rosyjski gimnastyk sportowy, multimedalista olimpijski, wielokrotny medalista mistrzostw świata i Europy.

## Wczesne życie
Aleksiej Niemow urodził się w Rejonie tieńguszewskim w Mordwińskiej ASRR jako syn Jurija i Nadieżdy, jednak dorastał w Togliatti nad rzeką Wołgą. Ojciec opuścił rodzinę, gdy Niemow był dzieckiem i od tego czasu go nie widział. W wieku 5 lat rozpoczął treningi w gimnastyce sportowej.

## Kariera
Aleksiej Niemow na arenie międzynarodowej zadebiutował na mistrzostwach świata 1993 w brytyjskim Birmingham, na których zajął 5. miejsce w ćwiczeniach wolnych. Natomiast na mistrzostwach świata 1994 w australijskim Brisbane zdobył brązowy medal w ćwiczeniach na poręczy, a w wieloboju wygrał sesję kwalifikacyjną, jednak w rundzie finałowej zachwiał się i ostatecznie zakończył zmagania na 12. miejscu w klasyfikacji generalnej. Zdobył także wicemistrzostwo świata w wieloboju drużynowym, który odbył się w niemieckim Dortmundzie. Zdobył także złoty medal na igrzyskach dobrej woli 1994 w Sankt Petersburgu w wieloboju, w którym o 1 punkt wyprzedził kolegę z reprezentacji – wicemistrza świata Aleksieja Woropajewa oraz mistrzostwo Europy 1994 w Pradze w ćwiczeniach na poręczy. Styl gimnastyczny Niemowa uważany był za bardzo wszechstronny; miał skomplikowane akrobacje, niepowtarzalny styl i elegancję podczas występów.
Pomimo pierwszych sukcesów na arenie międzynarodowej, Niemow miał reputację niekonsekwentnego zawodnika. W 1995 roku podczas Pucharu Europy, 19-letni wówczas Niemow był liderem po pięciu zawodach (w trzech zawodach osiągnął wysoki wynik) i do triumfu w turnieju potrzebował tylko 8,75. Jednak przeoczył swoje dwa główne ruchy zwalniające i uderzył w bar na innym, położył wykonanie wymaganego elementu i zatrzymał się w środku swojego schematu gimnastycznego, w związku z czym ostatecznie zdobył 7,35 i zakończył zmagania na 9. miejscu w klasyfikacji generalnej. Kilka miesięcy później na mistrzostwach świata 1995 w japońskim Sabae drużyna Sbornej zaliczyła słaby występ w rundzie kwalifikacyjnej, zajmując 11. miejsce w drużynowym wieloboju (Niemow był 96. w całym szeregu). Jednak nadrobiła wynik w finale, w którym zajęła 4. miejsce w klasyfikacji generalnej (po raz pierwszy od dziesięcioleci nie zdobyła medali w rywalizacji drużynowej), a Niemow uzyskał najlepszy wynik, jednak z powodu obowiązującego rankingu nie awansował do finału w wieloboju, choć wygrał w konkurencji skoków.
Na swoich pierwszych igrzyskach olimpijskich 1996 w Atlancie był jednym z głównych faworytów do złotego medalu. Turniej zakończył z 6 medalami (2 złote, 1 srebrny, 3 brązowe). W wieloboju walczył jak równy z równym z mistrzem świata – Chińczykiem Li Xiaoshuangiem, jednak w decydującym momencie zmarnował swój środkowy bieg, tym samym zdobywając wicemistrzostwo olimpijskie, z niewielką stratą do Li Xiaoshuanga.
Gdy wielu kwestionowało zaangażowanie oraz poziom sprawności Niemowa, on w dalszym ciągu odnosił sukcesy na zawodach międzynarodowych. W 2000 roku z powodu licznych kontuzji barku, obawiano się o jego wyniki podczas igrzysk olimpijskich 2000 w Sydney. Turniej zakończył z 6 medalami (2 złote, 1 srebrny, 3 brązowe).

### Igrzyska olimpijskie 2004
Pomimo problemów z kontuzją Niemow pojechał na igrzyska olimpijskie 2004 w Atenach, jako jeden z liderów odmłodzonej drużyny Sbornej. Choć Niemow już nie był w najlepszej formie, prezentował wysoki poziom podczas turnieju, stał się także bohaterem kontrowersji sędziowskich. W ćwiczeniach drążków (wykonał trzy warianty Tkaczowa oraz jeden Giengera), sędziowie przyznali mu łączną notę 9,725, co dawało mu wówczas 3. miejsce wraz z innymi zawodnikami, którzy jeszcze nie ukończyli zawodów, co wywołało ogromne niezadowolenie wśród widzów zgromadzonych na zawodach, w związku z czym rywalizacja została przerwana na 15 minut. Pod wpływem reakcji tłumu sędziowie ponownie ocenili występ Niemowa i poprawili mu wynik do 9,762 i ostatecznie zakończył zawody na 5. miejscu, nie zdobywając medalu.
Skandal ten był jednym z ostatnich kilku sporów sędziowskich w zawodach, takich jak kontrowersje dotyczące punktacji z Koreańczyka Yang Tae-younga, a także spowodował gruntowną przebudowę systemu punktacji gimnastyki, która została wdrożona w 2006 roku. Zmiany w przepisach zachęcają do większej aktywności akrobatycznej i coraz większych trudności na wysokim aparacie drążkowym, obserwowanym w późniejszych zawodach. Rosyjski Komitet Olimpijski przyznał później Niemowowi 40 000 dolarów amerykańskich w uznaniu za jego charakter, jednak wkrótce Niemow zakończył karierę.

## Życie prywatne
Aleksiej Niemow ma żonę Galinę, z którą wziął ślub w 2000 roku. Mają syna Aleksieja (ur. wrzesień 2000). Mieszkają w Togliatti.